# Labium (geslacht)
Labium is een geslacht van vliesvleugelige insecten uit de familie van de gewone sluipwespen (Ichneumonidae).
De wetenschappelijke naam van het geslacht werd gepubliceerd door Gaspard Auguste Brullé in 1846.
Brullé richtte het geslacht op voor de nieuwe soort Labium bicolor uit Nieuw-Guinea. De meeste soorten komen echter voor in het zuiden van Australië en op Tasmanië, waar ze op de bloesems van de manuka (Leptospermum) aangetroffen worden.

## Soorten
- Labium approximatum
- Labium associatum
- Labium bicolor
- Labium bivittatum
- Labium brevicorne
- Labium centrale
- Labium clavicorne
- Labium ferrugineum
- Labium fulvicorne
- Labium gracile
- Labium hobartense
- Labium inflexum
- Labium longiceps
- Labium longicorne
- Labium montivagum
- Labium multiarticulatum
- Labium occidentale
- Labium petitorium
- Labium pilosum
- Labium raymenti
- Labium rufiscutum
- Labium sculpturatum
- Labium spiniferum
- Labium subaequale
- Labium subpilosulum
- Labium superbum
- Labium variegator
- Labium vasseanum
- Labium wahli
- Labium walkeri